# 高等教育局 (澳門)
高等教育局（葡萄牙語：Direcção dos Serviços do Ensino Superior）是澳門特別行政區政府社會文化司負責輔助、跟進及發展澳門特別行政區的高等教育的政府部門。
前身是1992年成立的高等教育輔助辦公室，於2019年2月11日透過重整職能和架構升格為正式部門。
2021年2月1日起，教育暨青年局與高等教育局合併為教育及青年發展局。

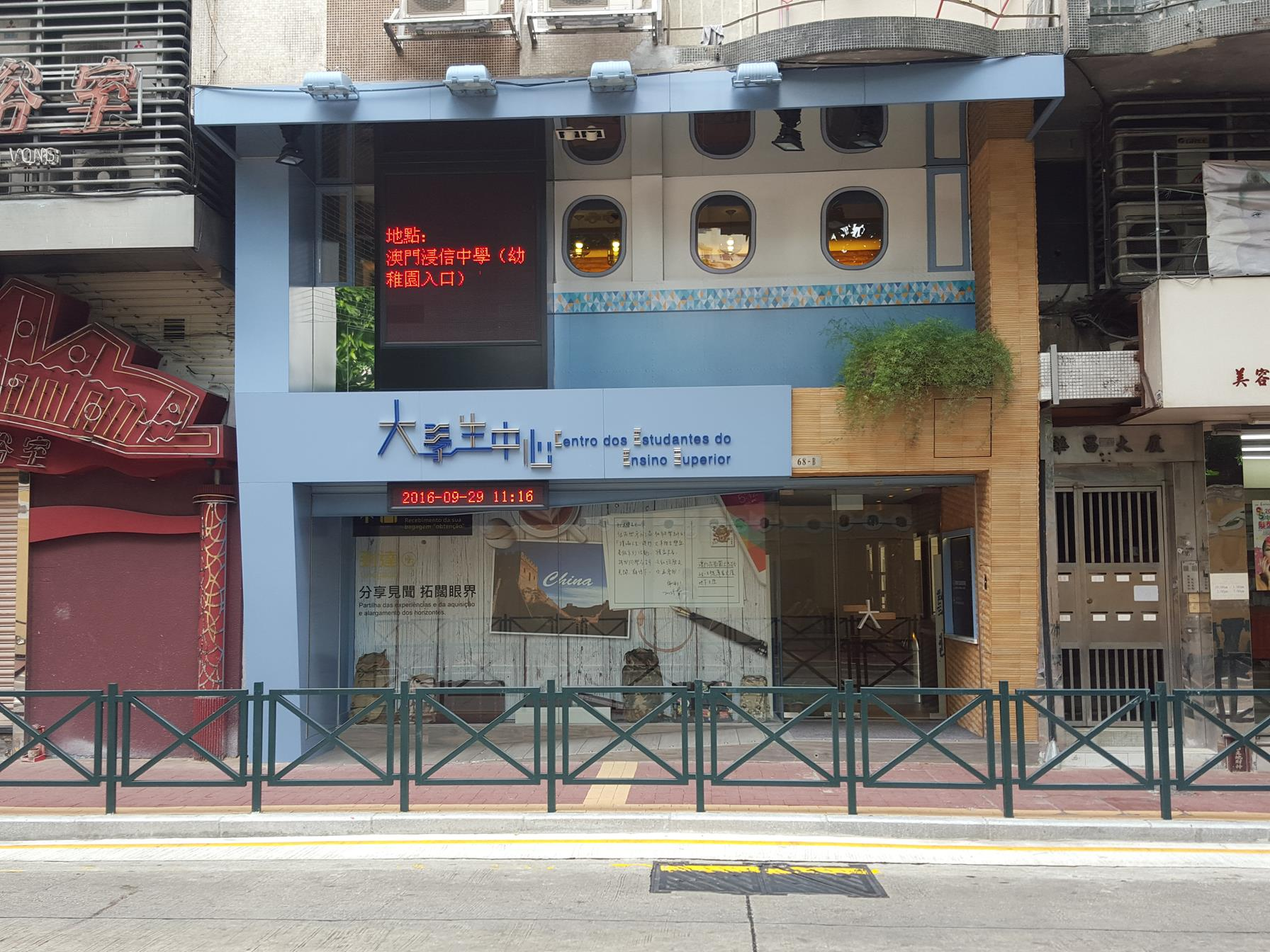
高等教育局設立的大學生中心

## 組織法例

### 高等教育輔助辦公室時期
- 第6/2016號行政法規（2016年2月29日《澳門特別行政區公報》）修改設立高等教育輔助辦公室的四月六日第11/98/M號法令。

### 高等教育局時期
- 第1/2019號行政法規（2019年1月28日《澳門特別行政區公報》）高等教育局的組織及運作。

### 合併為教育及青年發展局
- 第40/2020號行政法規（2020年11月3日《澳門特別行政區公報》）第四十條之一 廢止第1/2019號行政法規《高等教育局的組織及運作》

## 組織架構
- 高等院校協調廳
  - 高等教育素質保證處
  - 研究規劃處
- 高等院校學生廳
  - 高等院校學生輔助處
  - 大學生中心
- 高等教育合作與科技廳
- 綜合事務廳
  - 法律及翻譯處
  - 行政財政處
  - 資訊處
- 資源及學生福利處